# 自由民主党 (ドイツ)
自由民主党（じゆうみんしゅとう、ドイツ語: Freie Demokratische Partei、略称: FDP）は、ドイツの自由主義政党。自由主義インターナショナル加盟。シンボルカラーは黄色とシアン。

## 概説
1948年、ヴァイマル共和国時代の旧ドイツ人民党と旧ドイツ民主党のメンバーが合流する形で結成された。1990年には旧東ドイツの自由民主党を統合した。なお、バーデン＝ヴュルテンベルク州では民主人民党がFDPの州支部の役割を果たしているほか、ザールラント州ではザール民主党（Demokratische Partei Saar）の名称を党名に冠している。
旧西ドイツの成立から、1998年までアデナウアー政権の一時期とキージンガー左右「大連立」政権を除く全ての内閣で、キリスト教民主同盟（CDU）/キリスト教社会同盟（CSU）、ドイツ社会民主党（SPD）の二大政党のいずれかと連立内閣を組んで国政に参加し、ドイツ連邦議会のキャスティング・ボートを握る存在として影響力を保ってきた。社会民主党と連立を組んでいた時期には社会自由主義（独：Linksliberalismus、直訳すると「左派自由主義」）の政党と考えられたこともあったが、近年では、どちらかと言うと中道右派、新自由主義的な政策を主張しており、同じ自由主義インターナショナル所属でも中道左派・社会自由主義政党であるイギリスの自由民主党などとは異なっている。しかし、2013年以降は、党首及び若い議員や党員の間で中道左派的な主張が取られることが増えてきている。
2002年の連邦議会選挙では同盟90/緑の党に押されて議会第4党に後退したが、2005年の選挙では二大政党が得票を減らす中で得票を伸ばし、議会第3党の地位を確保した。
2009年の連邦議会選挙では得票を大きく伸ばして躍進し、結党以来最大の議席数である93議席を獲得。選挙翌月の10月26日にCDU/CSUと政策合意に達し、28日に連邦議会でCDUのメルケルが首相に再任され、コール政権以来11年ぶりに連立与党の座に復帰した。
ところが、その後献金問題などで支持率が低下し、2011年3月の州議会選挙ではバーデン・ヴュルテンベルク州で議席を大幅に減らし、ラインラント＝プファルツ州ではそれまで持っていた10議席を同盟90/緑の党に奪われて全議席を失った。このため、党首のヴェスターヴェレが辞任し、フィリップ・レスラーに交代した。しかしその後も支持率の低下は止まらず、2011年のブレーメン、メクレンブルク＝フォアポンメルン、ベルリン、2012年のザールラント、2013年のバイエルンの各州議会選挙では議席獲得に必要な阻止条項の5％ラインを割り込み全議席を失った。
党勢が低迷したまま迎えた2013年の連邦議会選挙では、反ユーロを掲げる新興政党であるドイツのための選択肢と競合した結果、阻止条項の5％を下回る得票率しか得られなかったため1949年以来初めて1議席も獲得できず、連邦議会における全議席を失い、議会第3党の座を旧東ドイツの政権党であったドイツ社会主義統一党の流れを汲む左翼党に明け渡すことになる。この結果を受けて党執行部は党首のレスラーを含めて総退陣することを決定し、同時に規制緩和や減税などの党の政権公約見直しの是非について協議をすることになった。同年12月に行われた臨時党大会でクリスティアン・リントナーを党首とする新指導部が発足、院外政党となった党の立て直しを図ることになった。
2017年連邦議会選挙では得票率が10.7％となり阻止条項である5％を超え、80議席を獲得して4年ぶりに連邦議会に返り咲いた。カリスマ性のあるリントナー党首の人気のほか、同党とCDU/CSUの中道右派政権実現を望むCDU/CSU支持者の一部が戦略的な動機からFDPに投票したことが大きい。
2021年連邦議会選挙では92議席を獲得して第4党を維持し、11月24日にドイツ社会民主党、同盟90/緑の党とオラフ・ショルツを首班とする連立政権樹立で合意。8年ぶりに政権に復帰することとなった。しかし、2025年の予算案を巡って財務大臣を務めるリントナーとショルツ首相が対立。2024年11月6日にショルツがリントナーを財務大臣から解任する方針を表明したことで、FDPは連立政権から離脱した。
こうして政権崩壊の引き金を引いた形となったFDPであったが、2025年連邦議会選挙では得票率が4.33％と阻止条項の5％を超えられず、議席を獲得できなかった。この結果を受け、リントナーは党首辞任を表明した。

薄黄は2014年12月時点で州議会に議席を有している州

## 政策
資本家、地主階級を代表し、財政均衡を掲げるなど、市場経済を重視する政策を掲げる。

## 歴代党首
| 代 | 党首（Vorsitzende） | 党首（Vorsitzende）              | 在任期間        |
| -- | ------------------- | -------------------------------- | --------------- |
| 1  |                     | テオドール・ホイス               | 1948 – 1949     |
| 2  |                     | フランツ・ブリュッヒャー         | 1949 – 1954     |
| 3  |                     | トーマス・デーラー               | 1954 – 1957     |
| 4  |                     | ラインホルト・マイヤー           | 1957 – 1960     |
| 5  |                     | エーリッヒ・メンデ               | 1960 – 1968     |
| 6  |                     | ヴァルター・シェール             | 1968 – 1974     |
| 7  |                     | ハンス・ディートリヒ・ゲンシャー | 1974 – 1985     |
| 8  |                     | マルティン・バンゲマン           | 1985 – 1988     |
| 9  |                     | オットー・グラーフ・ラムスドルフ | 1988 – 1993     |
| 10 |                     | クラウス・キンケル               | 1993 – 1995     |
| 11 |                     | ヴォルフガング・ゲルハルト       | 1995 – 2001     |
| 12 |                     | ギド・ヴェスターヴェレ           | 2001 – 2011     |
| 13 |                     | フィリップ・レスラー             | 2011 – 2013     |
| 14 |                     | クリスティアン・リントナー       | 2013 – （現職） |

## 連邦議会選挙における党勢推移
| 選挙       | 年月日         | 得票数 （政党票） | 得票率(%) | 議席 | （選挙区） |
| ---------- | -------------- | ----------------- | --------- | ---- | ---------- |
| 1949年選挙 | 1949年8月14日  | 2,402,923         | 10.1      | 44   | 10         |
| 1953年選挙 | 1953年9月6日   | 2,629,163         | 9.5       | 48   | 14         |
| 1957年選挙 | 1957年9月15日  | 2,307,135         | 7.7       | 41   | 1          |
| 1961年選挙 | 1961年9月17日  | 4,028,766         | 12.8      | 67   | 0          |
| 1965年選挙 | 1965年9月19日  | 3,096,739         | 9.5       | 49   | 0          |
| 1969年選挙 | 1969年9月28日  | 1 903 422         | 5.8       | 30   | 0          |
| 1972年選挙 | 1972年11月19日 | 3,129,982         | 8.4       | 41   | 0          |
| 1976年選挙 | 1976年10月3日  | 2,995,085         | 7.9       | 39   | 0          |
| 1980年選挙 | 1980年10月5日  | 4,030,999         | 10.6      | 53   | 0          |
| 1983年選挙 | 1983年3月5日   | 2,706,942         | 7.0       | 34   | 0          |
| 1987年選挙 | 1987年1月25日  | 3,440,911         | 9.1       | 46   | 0          |
| 1990年選挙 | 1990年12月2日  | 5,123,233         | 11.0      | 79   | 1          |
| 1994年選挙 | 1994年10月16日 | 3,258,407         | 6.9       | 47   | 0          |
| 1998年選挙 | 1998年9月27日  | 3,080,955         | 6.2       | 43   | 0          |
| 2002年選挙 | 2002年9月22日  | 3,538,815         | 7.4       | 47   | 0          |
| 2005年選挙 | 2005年9月18日  | 4,648,144         | 9.8       | 61   | 0          |
| 2009年選挙 | 2009年9月27日  | 6,316,080         | 14.6      | 93   | 0          |
| 2013年選挙 | 2013年9月22日  | 2,082,305         | 4.8       | 0    | 0          |
| 2017年選挙 | 2017年9月24日  | 4,999,449         | 10.7      | 80   | 0          |
| 2021年選挙 | 2021年9月26日  | 5,291,013         | 11.4      | 91   | 0          |

出典：“Bundestagswahlen”より